# Biserica de lemn „Înălțarea Domnului” din Costești, cartierul Telești
Biserica de lemn din Costești-Telești se află în cartierul Telești (fostă localitate de sine stătătoare) al orașului Costești, județul Argeș. Poartă hramul „Înălțarea Domnului”. Prin trăsăturile ei caracteristice se poate data la cumpăna secolelor 17 și 18, anul 1688, zgâriat în timpuri moderne peste intrare, putând fi preluat din izvoare mai vechi azi pierdute. Se distinge prin structura de bună calitate, bine păstrată, cu plan arhaic și atipic, un număr foarte redus de ferestre, cu deschideri originale, elemente decorative de interes la consolele de sub boltă, inscripții cu datări și iconostas pictat. Se află înconjurată de vechiul cimitir, amplasată în lunca din partea de jos a comunității. Biserica este înscrisă pe noua listă a monumentelor istorice, LMI 2004:  AG-II-m-A-13609.

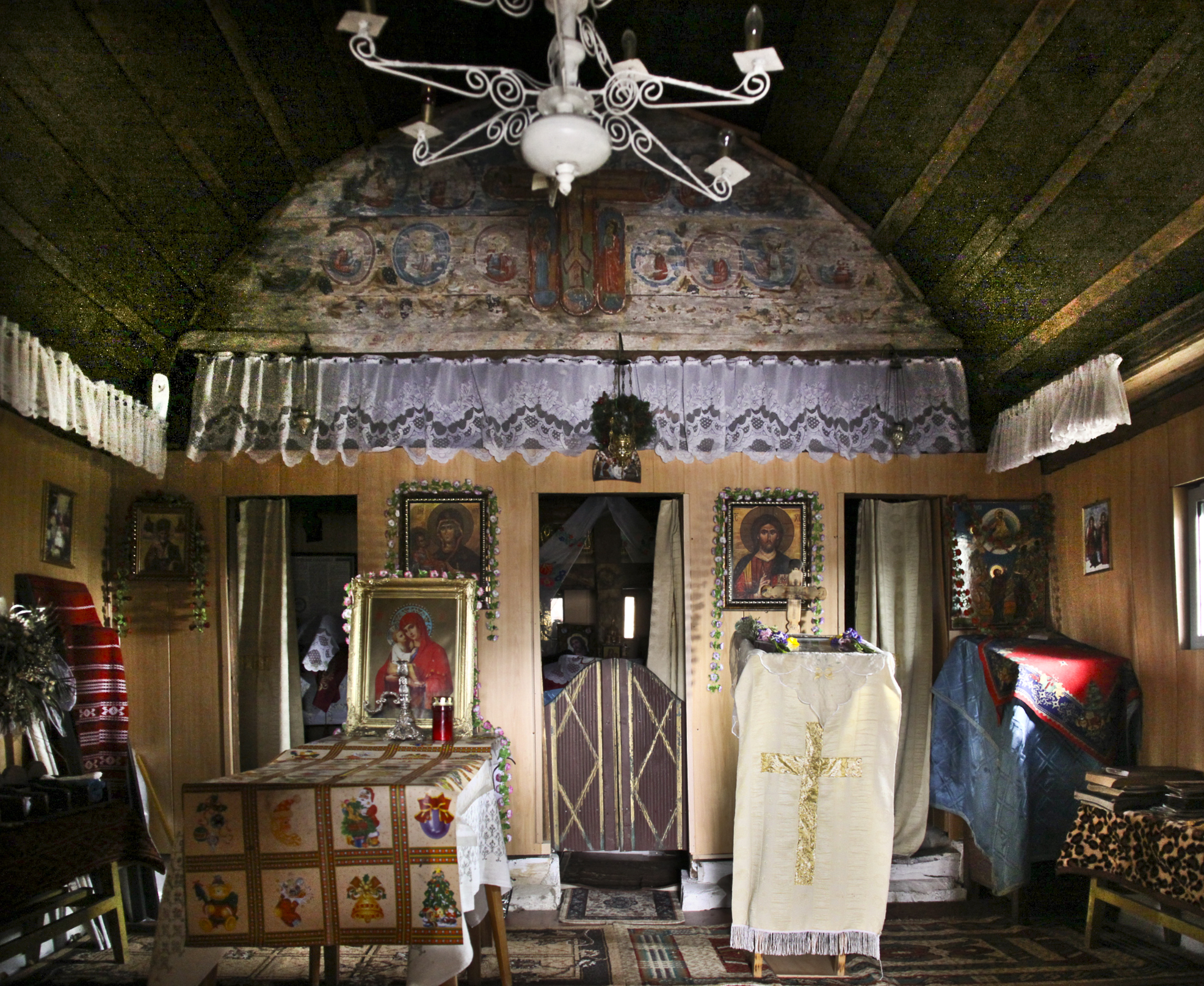
Interiorul naosului, spre iconostas. Foto: aprilie 2011

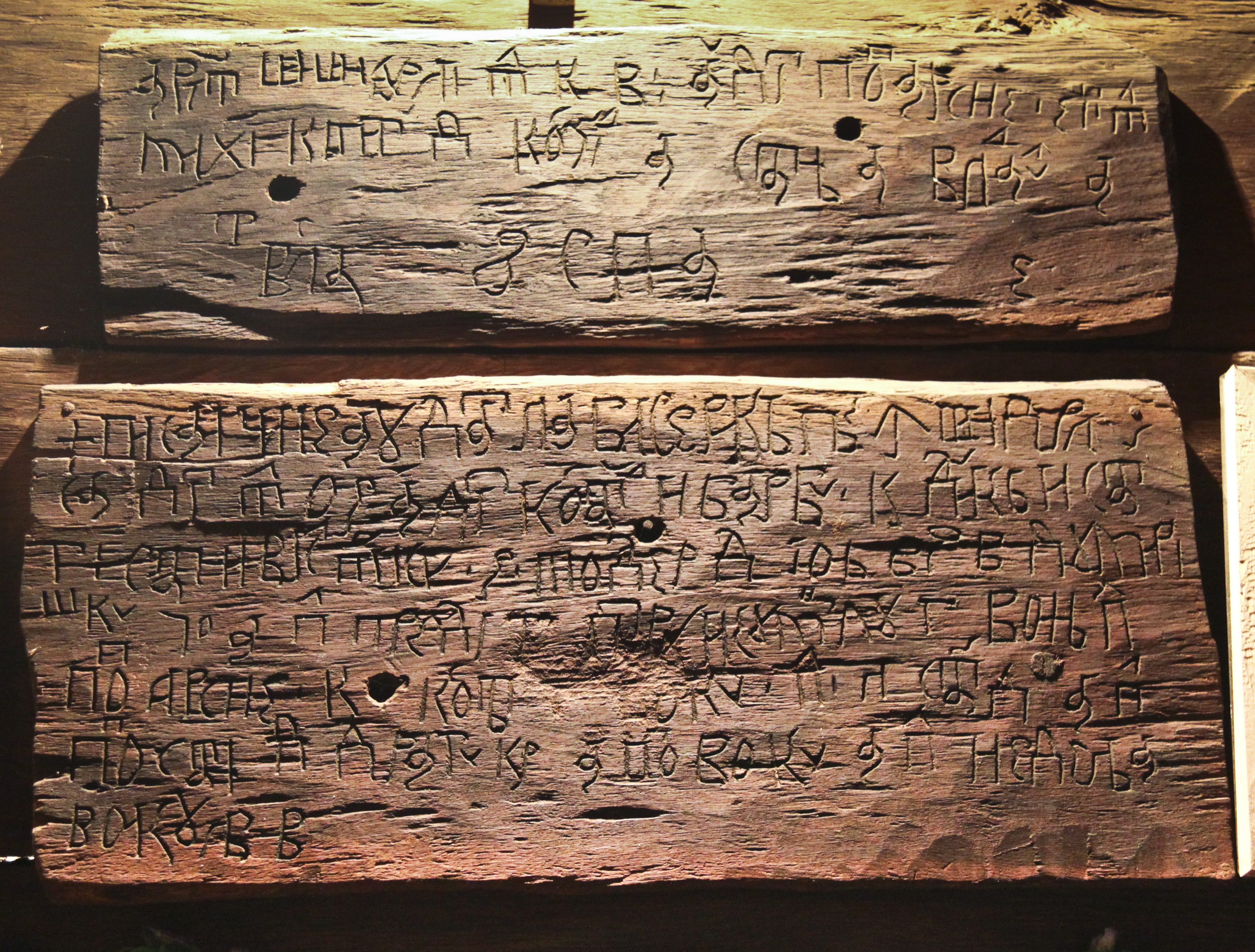
Pisania renovării acoperișului în anul erei bizantine 7281. Foto: aprilie 2011

## Trăsături
Construcția constă dintr-o bute din bârne fățuite, încheiate în cheotori netede bisericești, și este protejată de un acoperiș în patru ape. De la vest la est se trece dintr-o încăpere într-alta, începând cu pridvorul, tinda (pronaosul), continuând cu biserica (naosul) și încheind cu altarul, mai îngust și dreptunghiular. Din planimentria și structura bisericii se pot desprinde câteva aspecte de vechime și de adaptări locale. În fața intrării lipsește pridvorul, element mai târziu în arhitectura sacrală de lemn din zonă. Naosul are o structură caracteristică, pătrată, încheiată însă în cheotori la cele patru colțuri, un element de arhaism. Tinda este adausă naosului, prin lemne de legătură verticale, pe latura de nord și sud. Nu se poate distinge, dar nici exclude, o etapă de construcție ulterioară la tindă. La structura naosului și altarului se observă două ajustări planimetrice cu scopul de a crea un proscomidiar separat de absida altarului prin prelungirea peretelui de nord al naosului în dreptul altarului și plasarea altarului spre sud, asimetric față de axul bisericii. Lăcașul și-a păstrat două din cele trei ferestre originale, pe latura de nord și în axul altarului. Acestea sunt tăiate dintr-o bârnă, așezată vertical. Întreaga construcție de lemn stă pe un fundament zidit.
Construcția are un aspect sobru, strict legat de funcțional, cu puține elemente decorative. De remarcat consolele cu binecunoscutele capete de cai de sub nașterea boltei, în interiorul naosului. Bolta naosului, cerimea, este întărită de un arc dublou simplu. În tăietura golului ferestrelor sunt zgâriate scurte striuri decorative.   

## Imagini din exterior

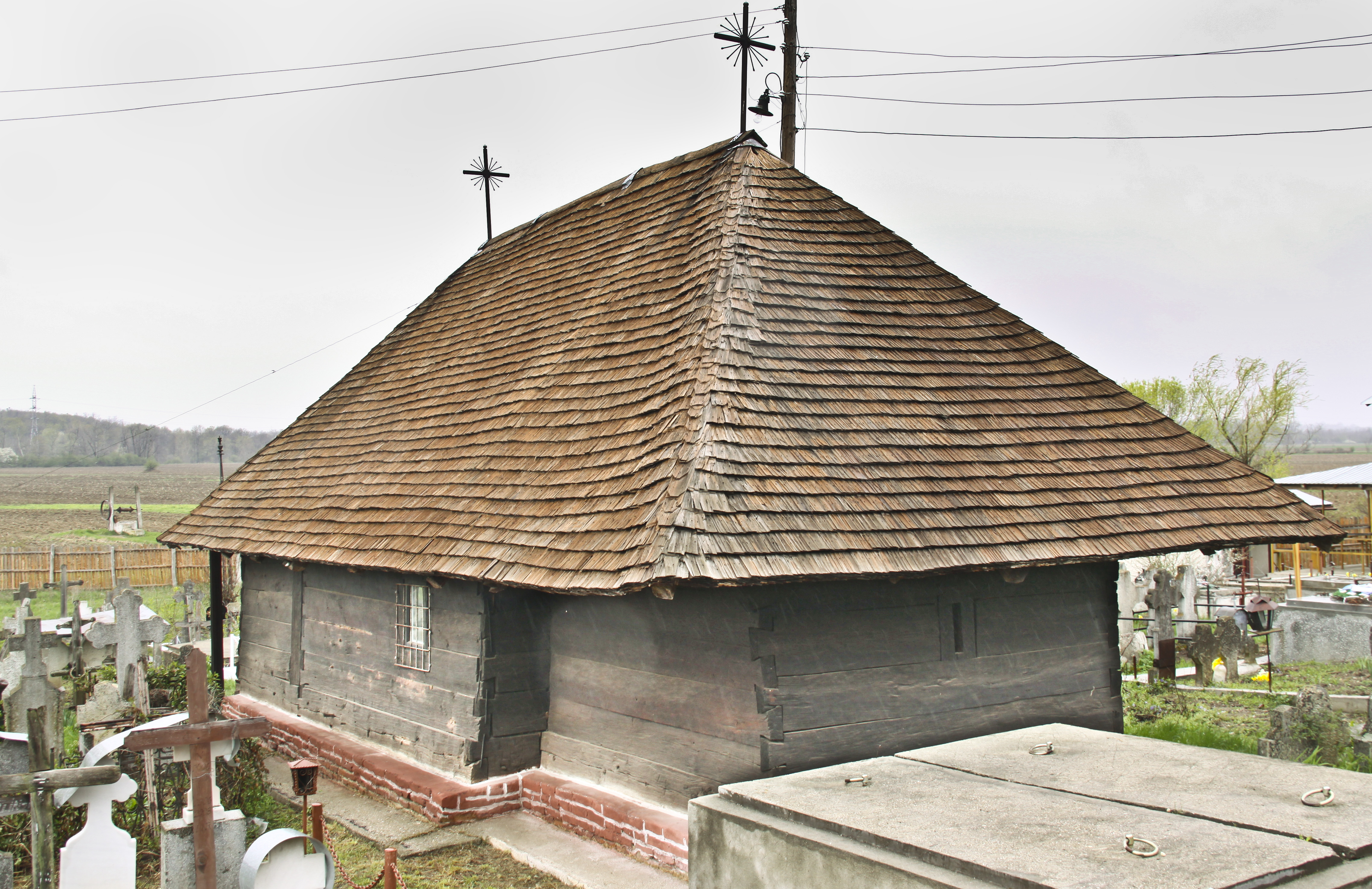
sud-est
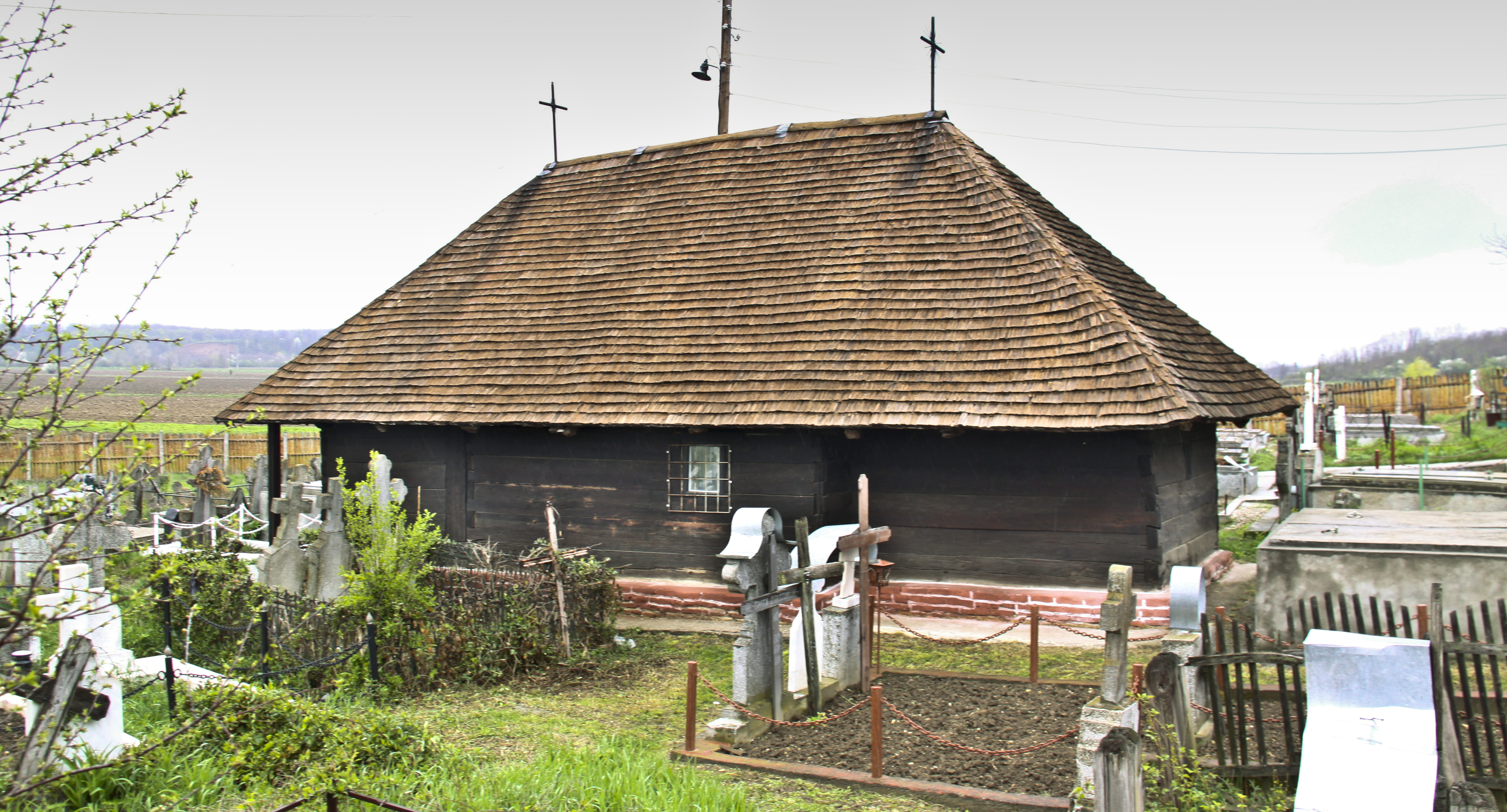
sud
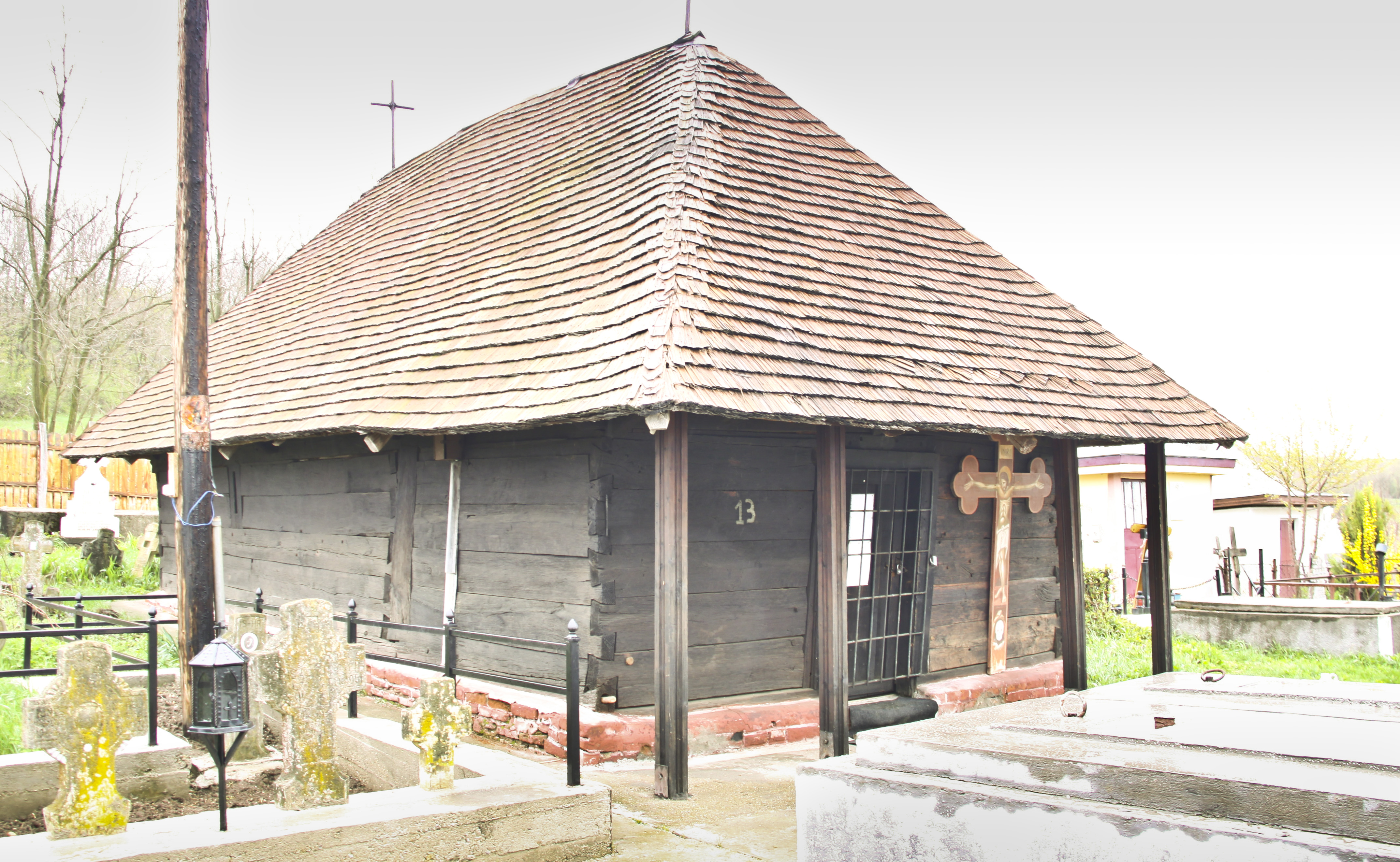
nord-vest
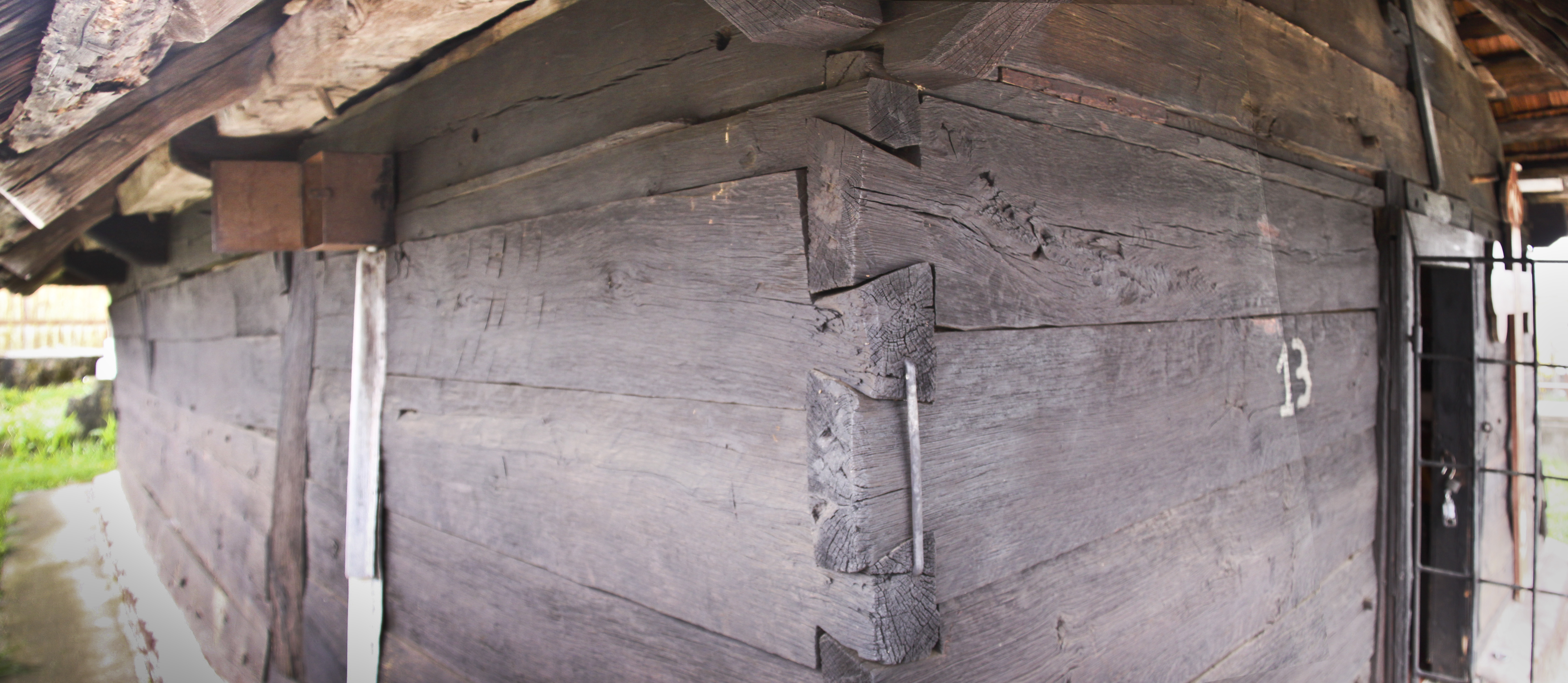
butea, nord-vest
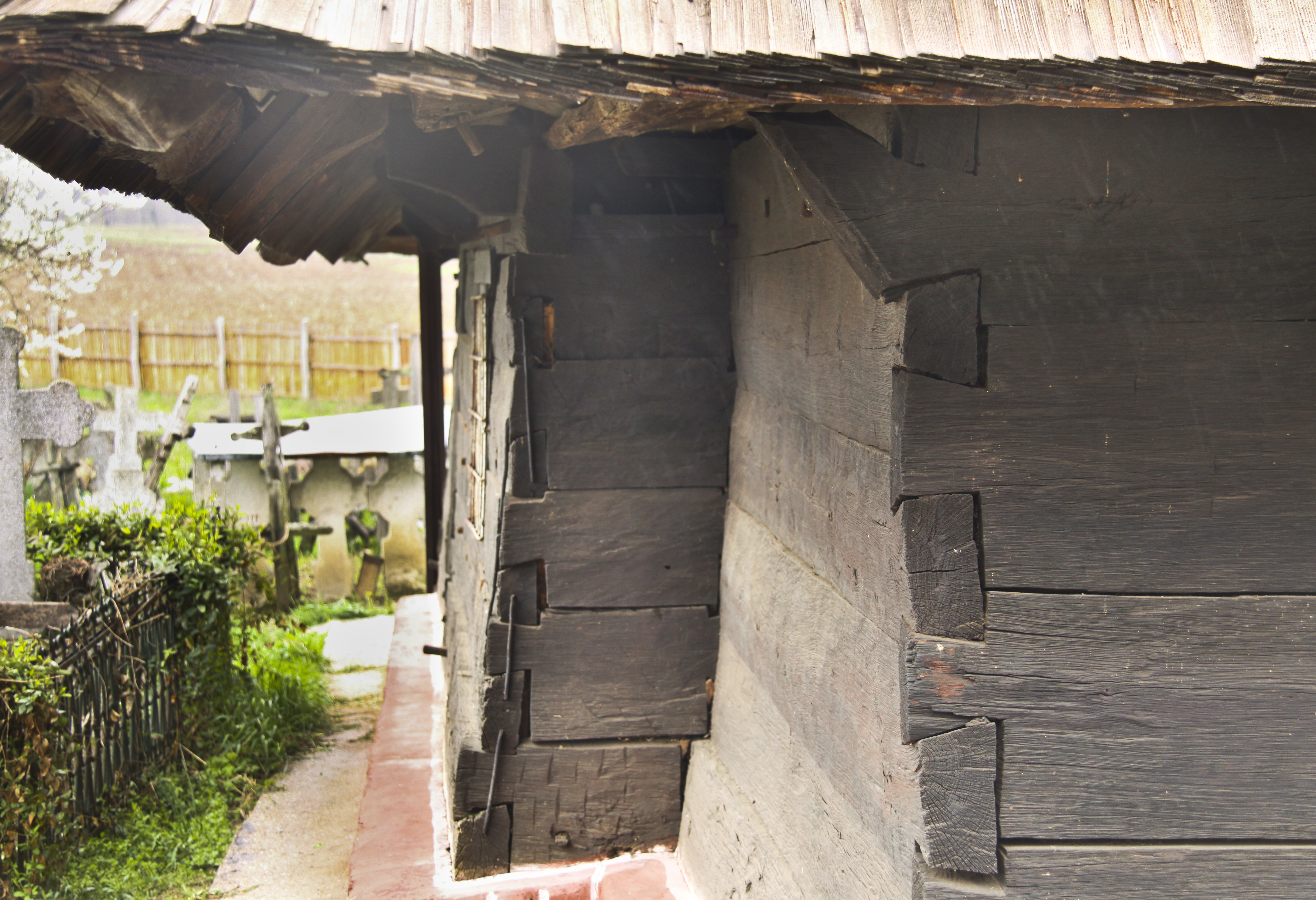
decroş sud
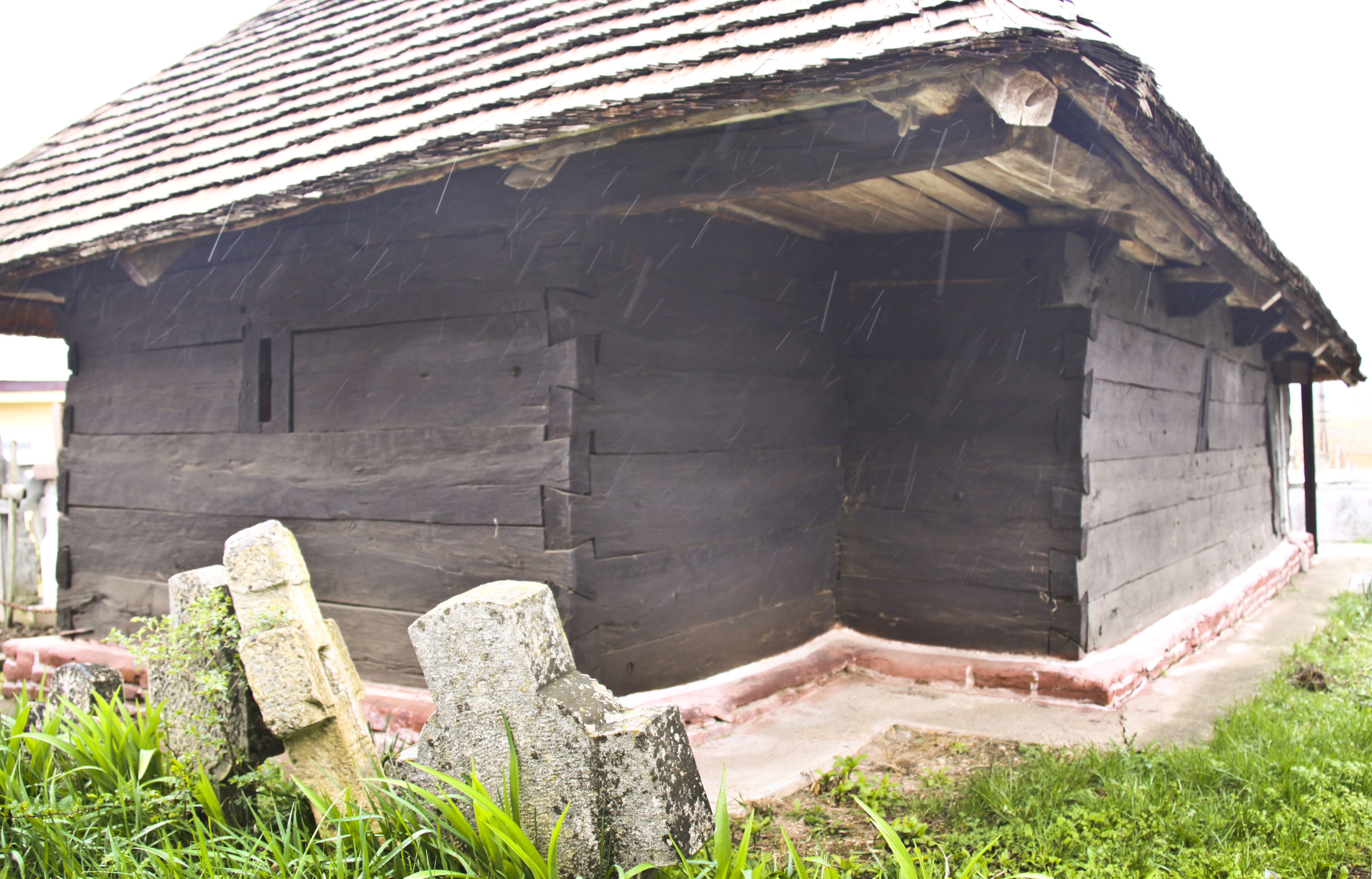
butea, nord-est
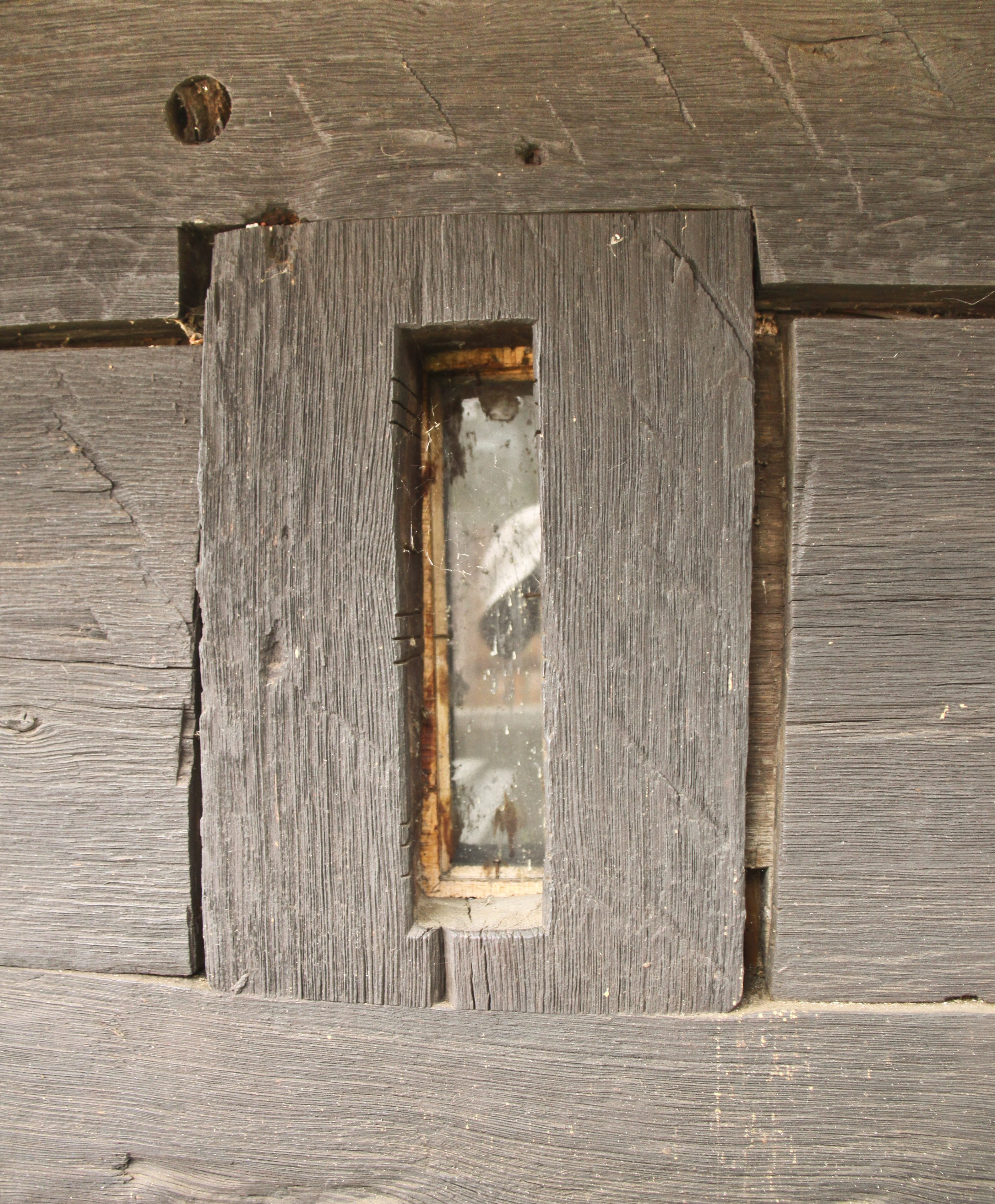
fereastra altarului
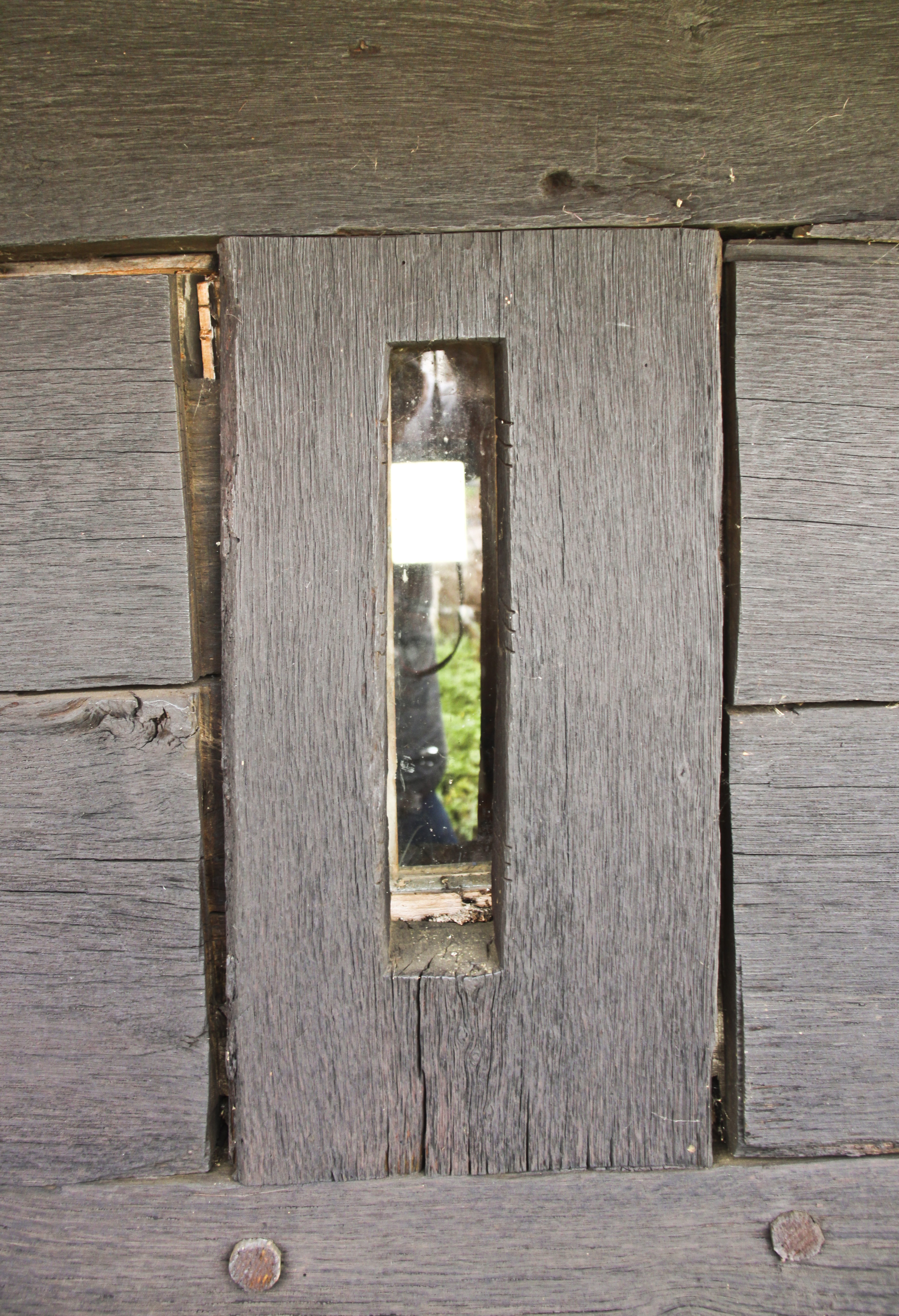
fereastra de nord, naos
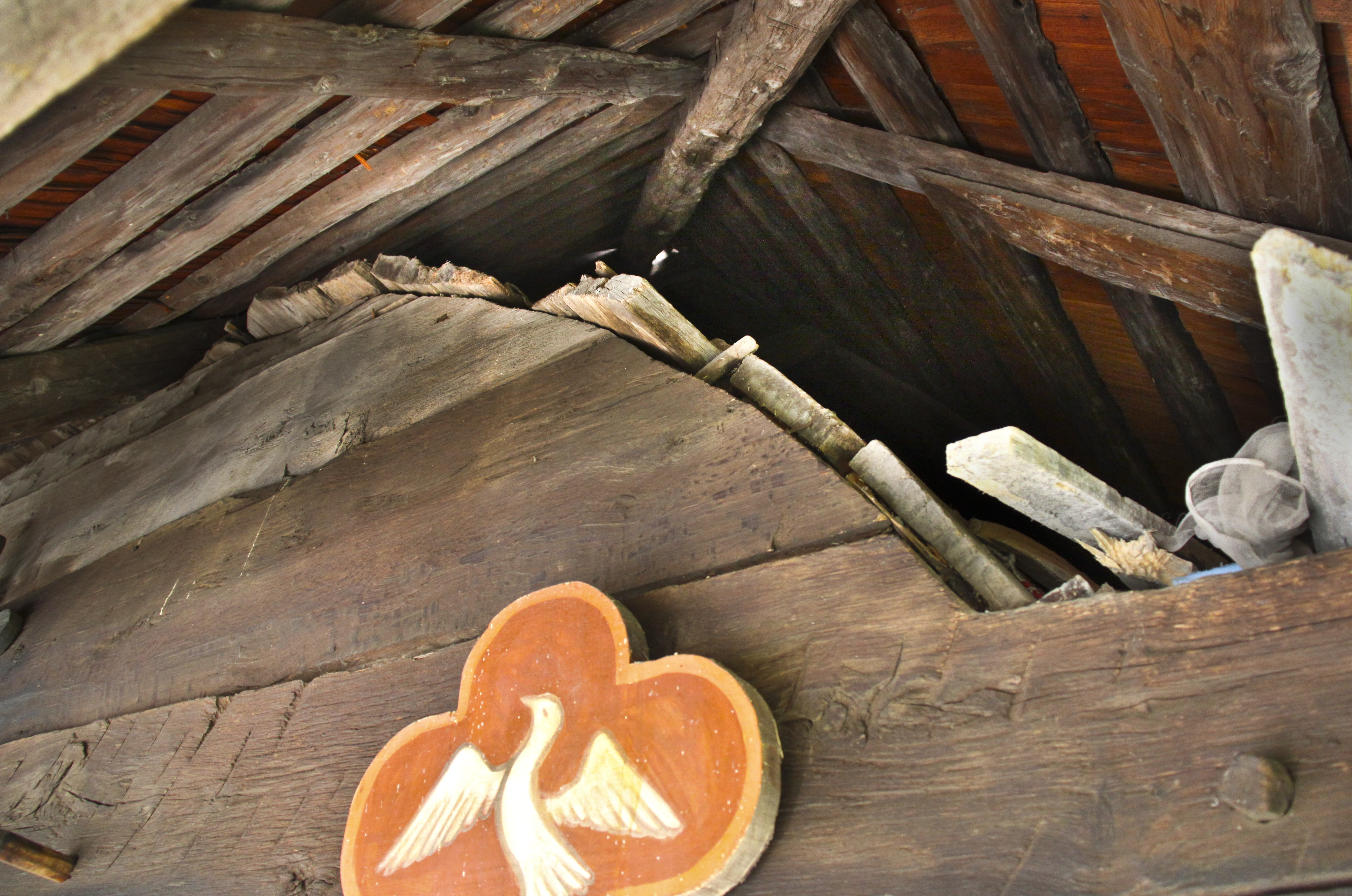
bolta la intrare
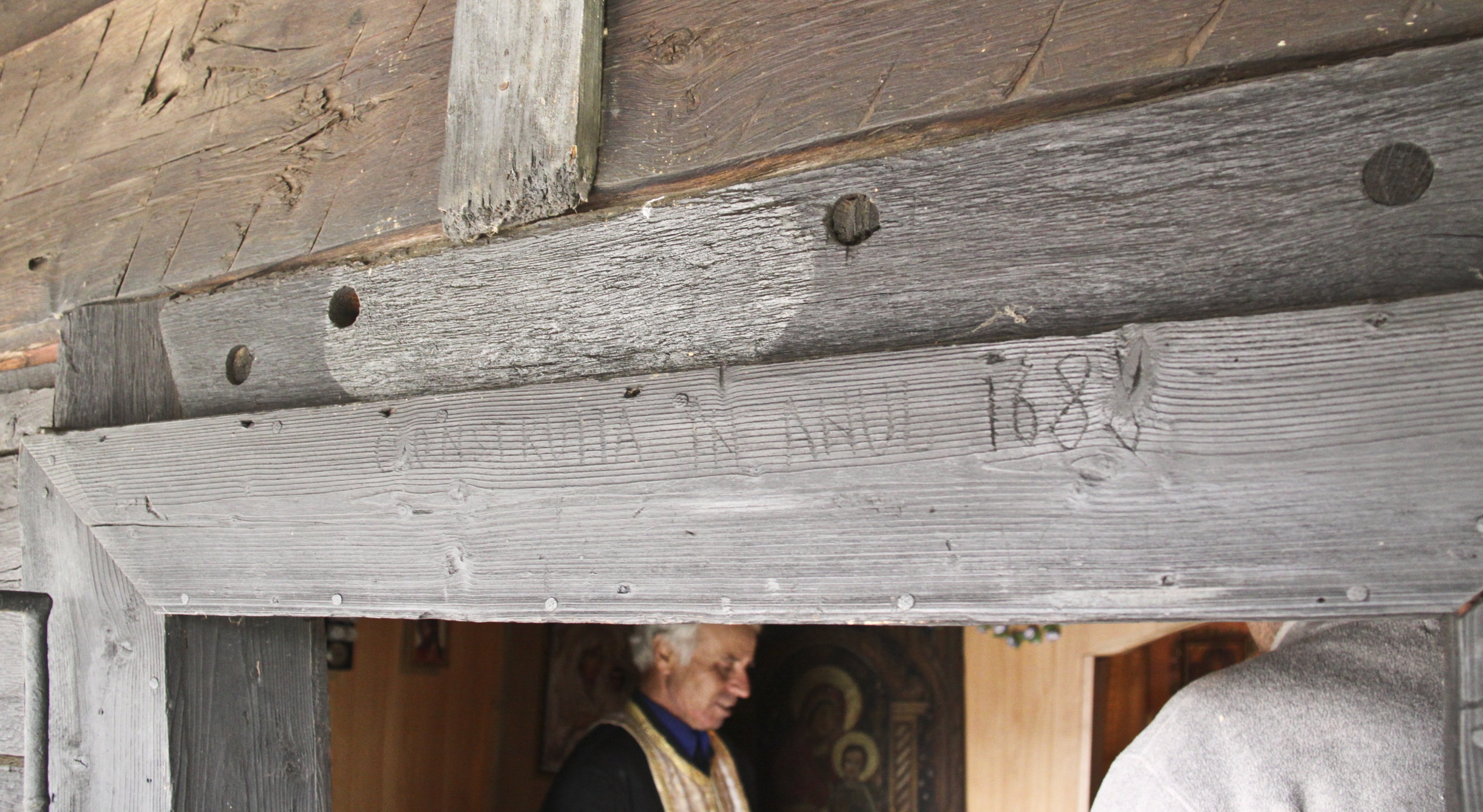
pragul de sus la intrare
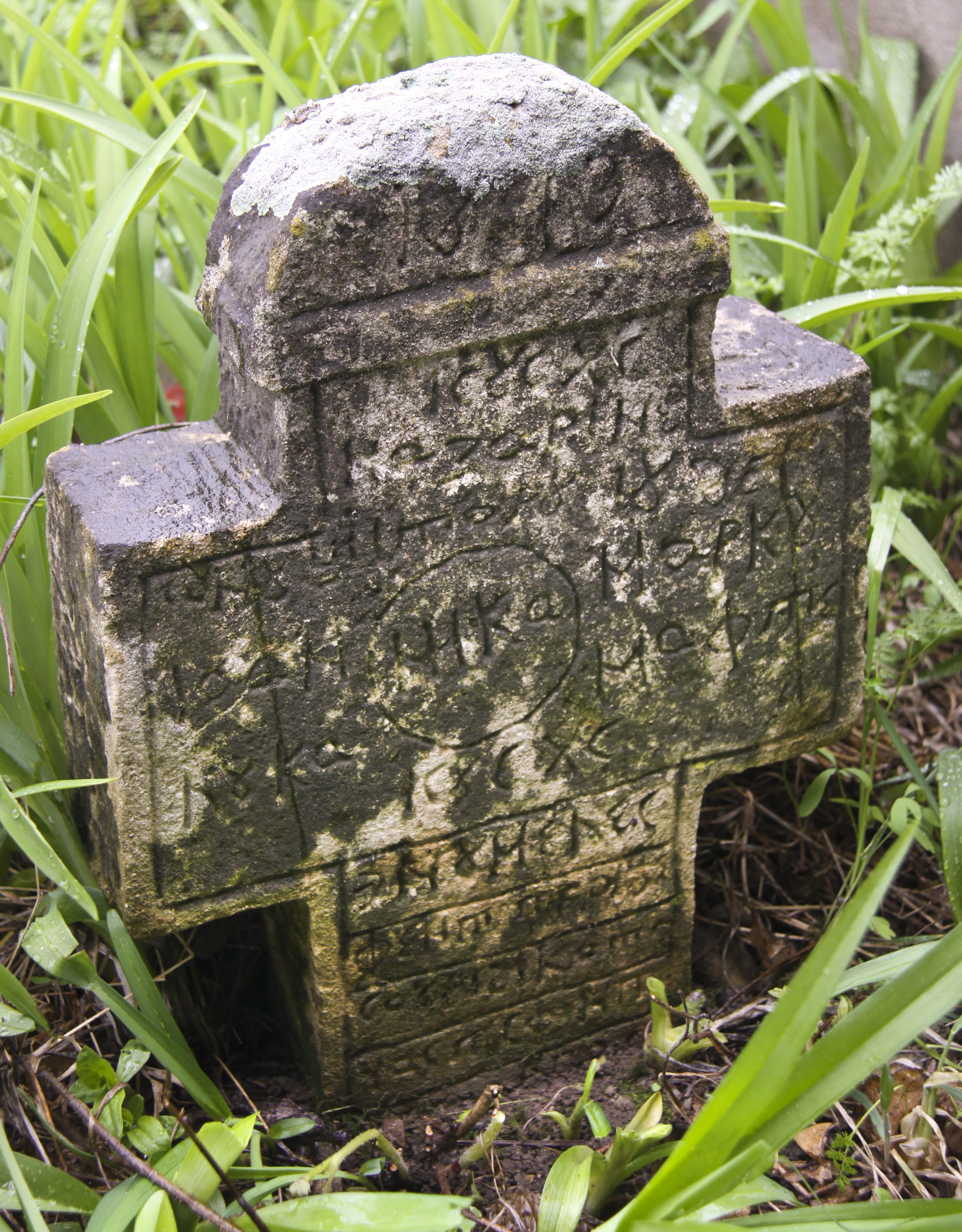
crucea de piatră a bisericii, 1813

## Imagini din interior

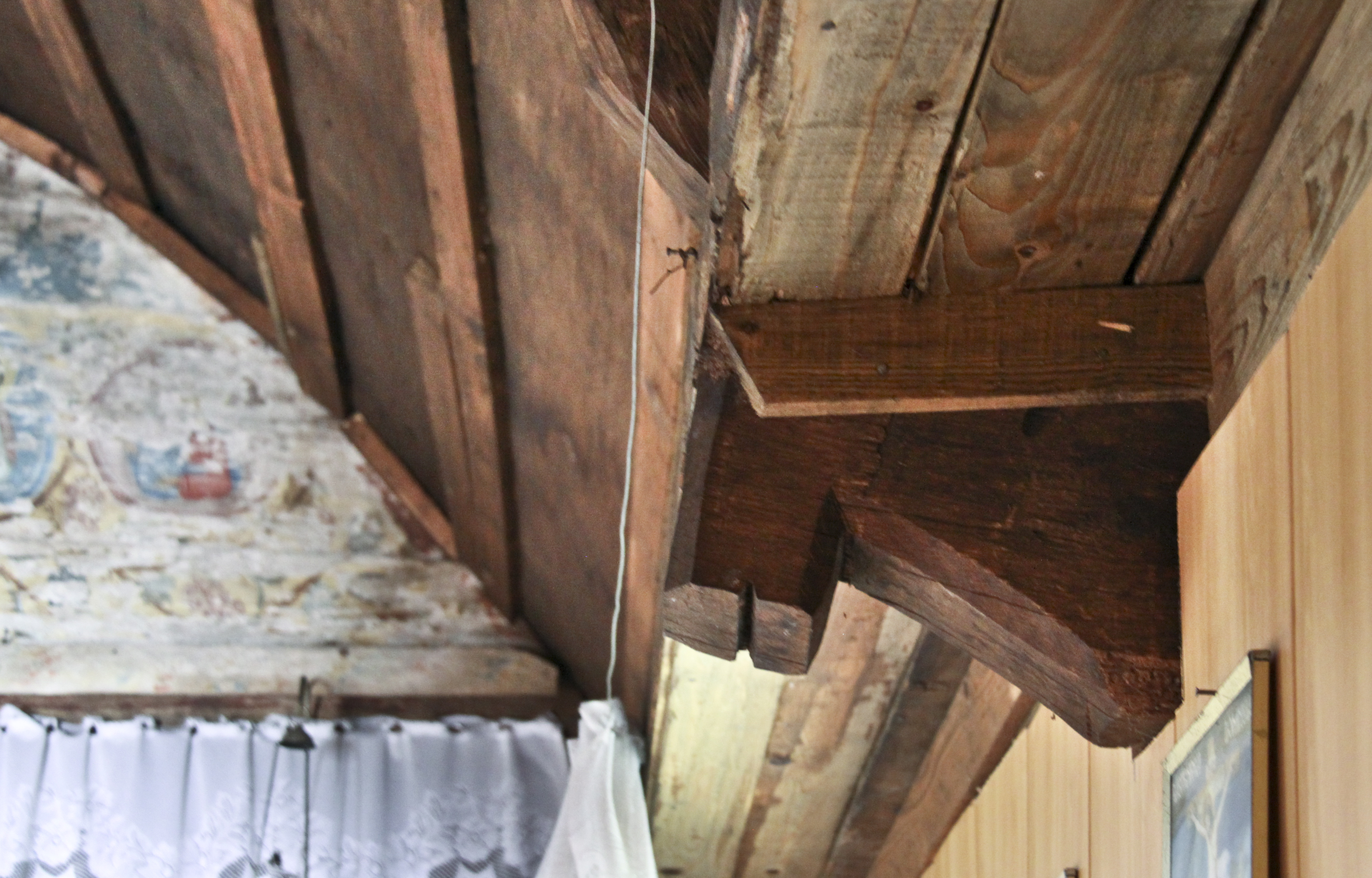
consolă în naos
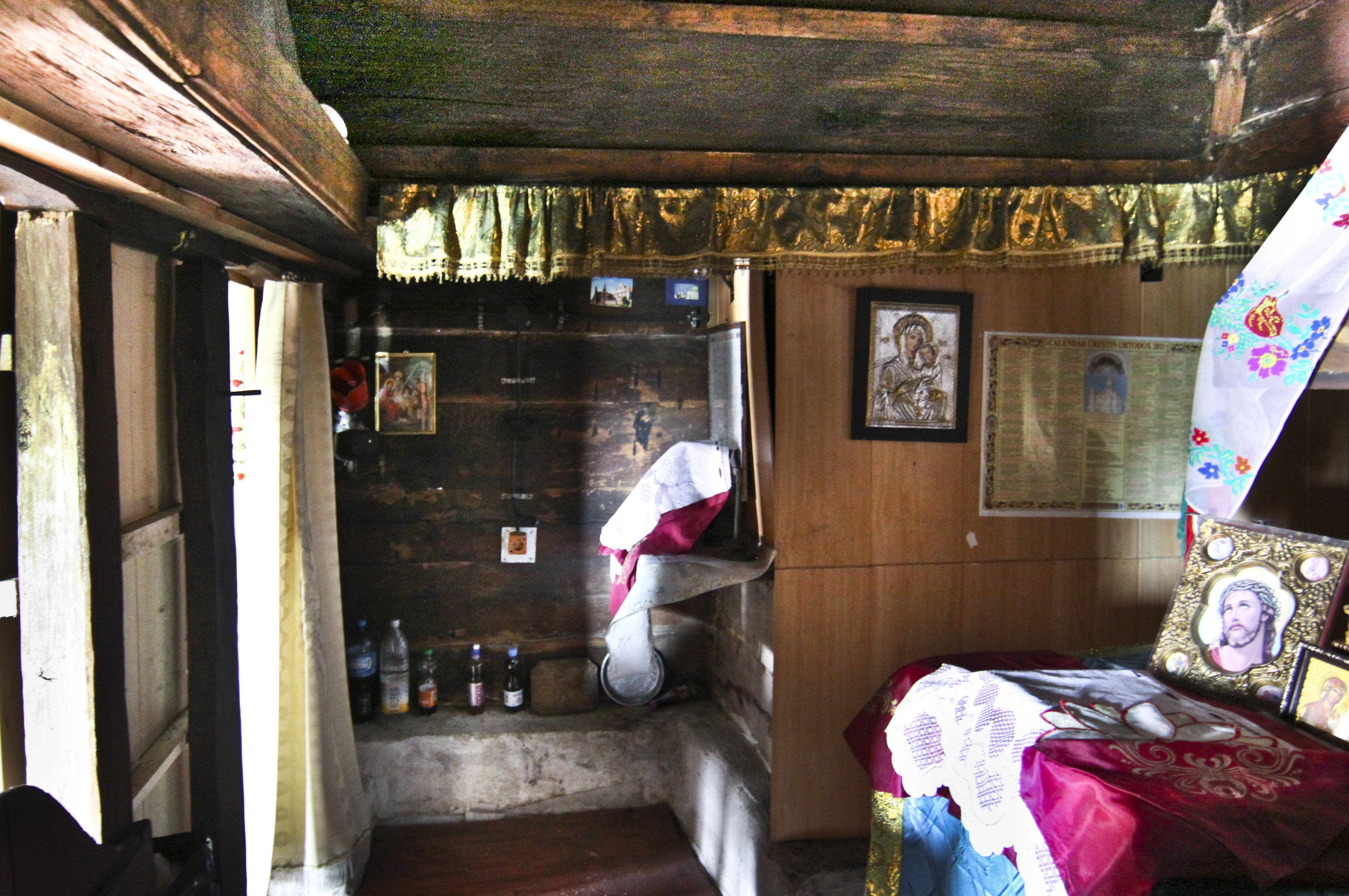
proscomidierul în altar
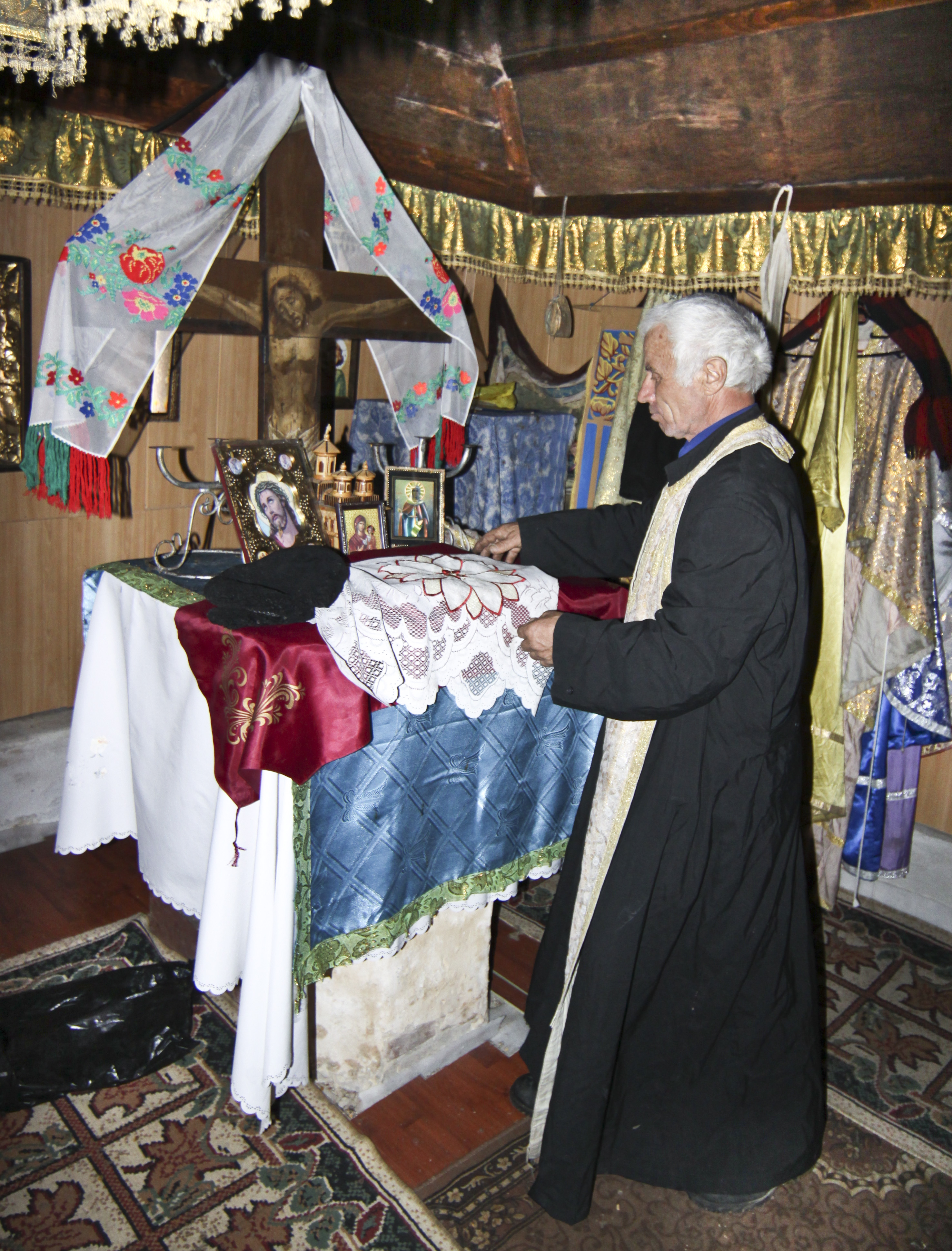
preotul înaintea mesei altarului
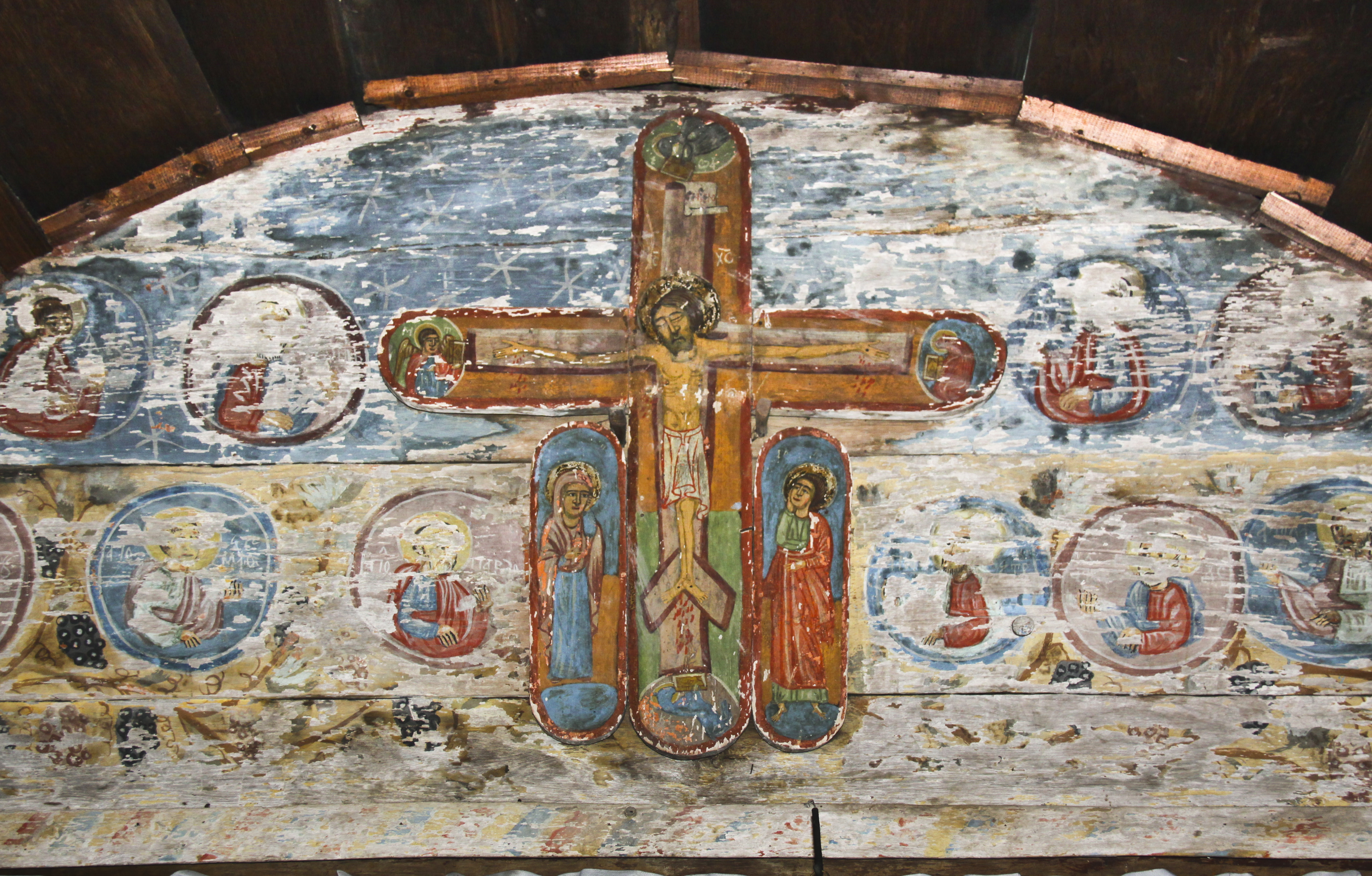
tâmpla
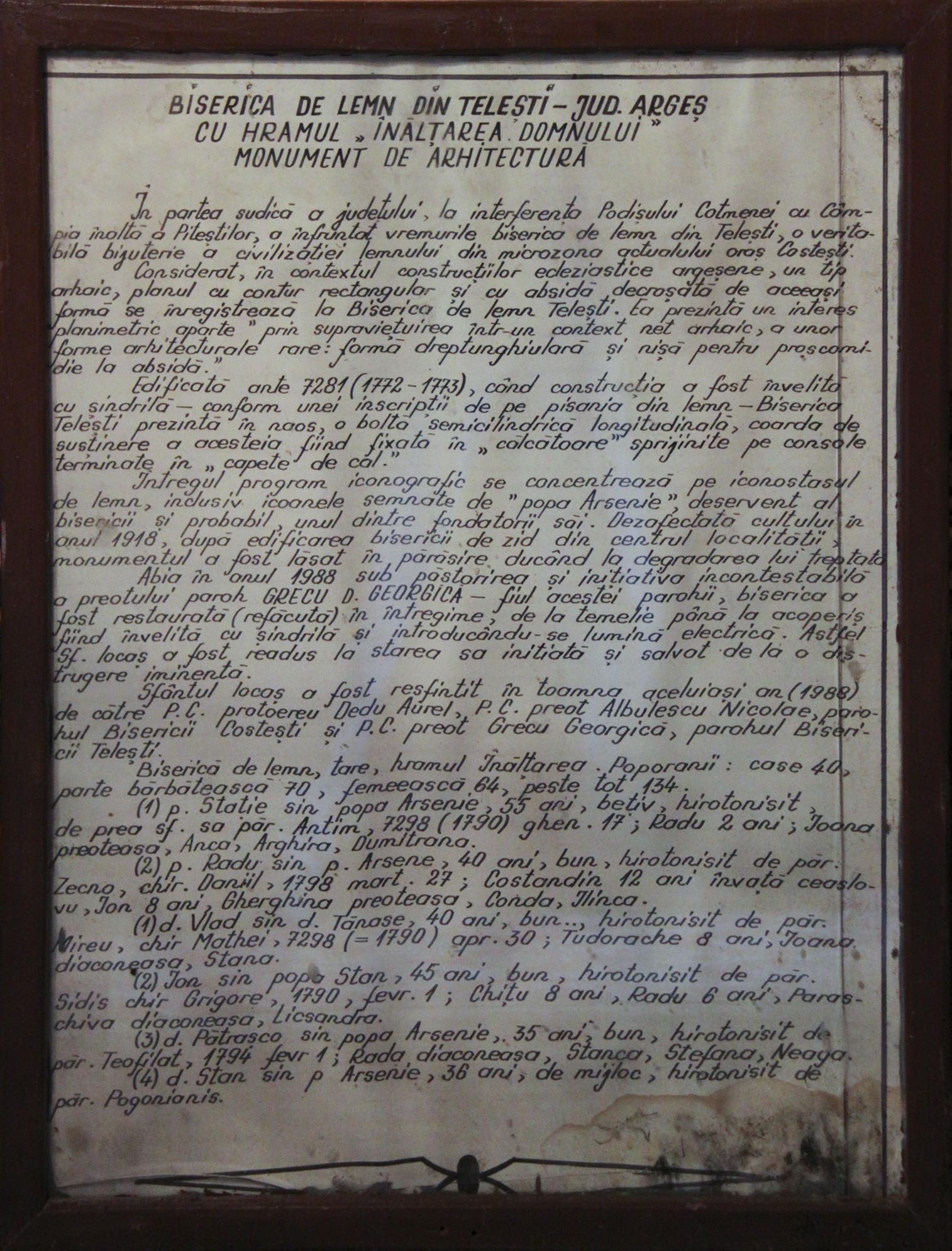
istoricul bisericii